# Beata Moon
Beata Moon, född 1969 i North Dakota, är en klassisk pianist och kompositör, uppvuxen i Indiana. Hon debuterade vid 8 års ålder tillsammans med Indianapolis Symphony Orchestra.
Moon utbildade sig till pianist vid Juilliard School (kandidat- och magisterexamen). Som tonsättare är hon självlärd. 
Naxos Records lanserade 2007 en CD med hennes verk för solopiano framförda av henne själv. Skivan ingår i bolagets satsning på framstående nutida kompositörer.
2011 sände Sveriges Radio ett ”Musikmagasinet” som bl.a. innehöll intervjuer och musik av Beata Moon.

### Fotnoter
1. ↑  Musikmagasinet

### Webbkällor
http://indianapublicmedia.org/arts/beata-moon-wfius-featured-contemporary-composer-june/